# Odontesthes nigricans
Odontesthes nigricans är en fiskart som först beskrevs av Richardson, 1848.  Odontesthes nigricans ingår i släktet Odontesthes och familjen Atherinopsidae. Inga underarter finns listade i Catalogue of Life.